# 료쓰정
료쓰정(両津町)은 니가타현 사도군에 있던 정이다.

## 역사
- 1901년 11월 1일 - 사도군 에비스정, 미나토정, 가모우타시로촌이 합병해 료쓰정이 성립하였다.
- 1954년 11월 3일 - 가모촌, 가와사키촌, 스이즈촌, 이와쿠비촌, 우치카이후촌, 요시이촌의 일부와 합병, 당일 시로 승격해 료쓰시가 되어 소멸하였다.

## 참고문헌
- 『市町村名変遷辞典』東京堂出版、1990年。